# Francesco Venerucci
Francesco Venerucci (Roma, 1968) è un pianista e compositore italiano.

## Biografia

### Formazione
Francesco Venerucci si è diplomato in pianoforte al Conservatorio di Perugia sotto la guida di Valentino Di Bella e ha studiato al Conservatoire Nierdermeyer d'Issy-les-Moulineaux di Parigi dove si è diplomato in écriture con Isabelle Duha, al Conservatorio di Sevran dove si è diplomato in composizione e analisi con Claude Ballif, e al Conservatorie du centre de Paris presso cui ha conseguito il diploma in orchestrazione con Allain Gaussin. Ha seguito le masterclass di Sergiu Celibidache alla Schola Cantorum di Parigi. Inoltre, si è perfezionato in composizione presso l'Opera Academy di Verona sotto la guida di Fabio Vacchi.

### Attività
Autore di musiche di scena, balletti, colonne sonore, musica da camera e sinfonica, Francesco Venerucci ha composto per il teatro musicale l'opera Il Bosco, una notte di mezza estate (libretto di Dada Morelli da  Shakespeare), insignita del 3º premio al concorso Dimitri Mitropoulos di Atene (2001) e Kaspar Hauser (libretto di Noemi Ghetti da Feuerbach), presentata in prima assoluta al Teatro dell'Opera di Tirana nel giugno 2011.
Francesco Venerucci ha ricevuto premi e riconoscimenti tra cui: RAI Radio 3-Orione (1989), Premio Corti e Liberi per la migliore colonna sonora (2008) per il film Ogni giorno (Sky Cinema - Nuvola Film, regia di Francesco Felli, con Stefania Sandrelli e Carlo Delle Piane), Mare in Musica di Cattolica, Barga Jazz Festival 2005. 
Nel 2007 ha pubblicato il cd Tango fugato (Dodicilune), salutato dal plauso della critica specializzata, nel quale interpreta al pianoforte sue composizioni, accompagnato da un ensemble jazz-tango. L'oboista Marika Lombardi ha incluso due suoi brani (Sakountala e Sonata invisibile, entrambi pubblicati da Curci) nel cd Note di Passaggio (Bottega Discantica, 2001). 
All'intensa attività di compositore, Francesco Venerucci affianca la cura di svariati progetti multimediali e interdisciplinari; tra questi vanno citati The Fountainhead - Tributo a Frank Lloyd Wright architetto (Roma, Arciliuto Jazz Festival, 2010), Quantas sabedes su testo di Francesco Prete (Cattolica, 2008; Verona 2011), Il ritorno di Lilith con Joumana Haddad e David Riondino (Tuscia Operafestival, 2009), nonché un recital pianistico con musiche a sua firma e animazioni dell'artista Alessandro Ferraro. 
È autore del libro di didattica musicale C'era una volta un Re (Ed. Pika, 2002).

## La musica
Sulle colonne de Il Sole 24 Ore così Quirino Principe si esprime a proposito della musica di Francesco Venerucci: 

## Premi e riconoscimenti
- RAI Radio 3-Orione (1989)
- 3º premio. Concorso Dimitri Mitropoulos, (Atene, 2001)
- Barga Jazz Festival (2005)
- Premio Corti e Liberi per la migliore colonna sonora (2008)
- Premio Mare in musica (Cattolica, 2008)

## Discografia
| Titolo                                             | Autori              | Interpreti | Anno | Etichetta                    |
| -------------------------------------------------- | ------------------- | --- | ---- | ---------------------------- |
| Tango fugato                                       | Francesco Venerucci | Francesco Venerucci (pianoforte), Pericle Odierna (sax soprano e clarinetto), Gianni Iorio (bandoneon), Houman Vaziri (violino), Alessandro Buccarella (viola), Marco Siniscalco (basso e contrabbasso), Michele Rabbia (batteria e percussioni) | 2007 | Dodicilune ED236             |
| Sakountala, Sonata invisibile in Note di Passaggio | "                   | Dora Cantella (pianoforte), Duo Cantabile, Marika Lombardi (oboe) | 2001 | La Bottega Discantica BDI 70 |